# Amtsgericht Ziegenhain
Das Amtsgericht Ziegenhain (bis 1867 Justizamt Ziegenhain) war bis 1943 ein Gericht der ordentlichen Gerichtsbarkeit mit Sitz in Ziegenhain im heutigen Schwalm-Eder-Kreis in Hessen.

## Geschichte
In der Landgrafschaft Hessen-Kassel nahm das Amt Ziegenhain die niedere Gerichtsbarkeit wie auch die Verwaltung war. Die Neuregelung des Justizwesens im Königreich Westphalen 1807 führte zu der Trennung von Rechtsprechung und Verwaltung. Der Kanton Ziegenhain war nun für die Verwaltung, das Friedensgericht Ziegenhain für die Rechtsprechung zuständig. Das Friedensgericht unterstand dem Distriktgericht Hersfeld, dass für den Distrikt Hersfeld zuständig war. Mit dem Ende des Königreichs Westphalen 1813 wurde die Trennung von Rechtsprechung und Verwaltung rückgängig gemacht und das Kurfürstentum Hessen führte 1814 das Amt Ziegenhain wieder ein. Mit Edikt vom 29. Juni 1821 wurden in Kurhessen Verwaltung und Justiz getrennt. Nun waren Justizämter für die erstinstanzliche Rechtsprechung zuständig, die Verwaltung wurde von Landkreisen (hier dem Landkreis Ziegenhain) übernommen. In Ziegenhain wurde für die Rechtsprechung das Justizamt Ziegenhain eingerichtet. Nach der Annexion Kurhessens durch Preußen wurde das Justizamt 1867 zum königlich Preußischen Amtsgericht Ziegenhain. Es war nun dem Kreisgericht Marburg zugeordnet. Das Amtsgericht Ziegenhain wurde zum 14. Juni 1943 aufgrund des Krieges geschlossen. Nach dem Zweiten Weltkrieg wurde das Gericht nicht erneut errichtet. Sein Gebiet wurde dem des Amtsgerichtes Treysa zugeschlagen.

## Gebäude
Das Justizamt nutzte zunächst ein Gebäude aus dem 16. Jahrhundert auf der Stadtmauer, dass heute zur Justizvollzugsanstalt gehört. Mitte des 19. Jahrhunderts übernahm das Gericht ein um 1575 erbautes Gebäude Paradeplatz 2 (neben dem Treysaer Tor), das vorher vom hessischen Staatsarchiv genutzt worden war. Nachdem das Gericht nach dem Zweiten Weltkrieg nicht erneut eröffnet worden war, wurde das Haus verkauft und danach von einem Industrieunternehmen genutzt.
Das Gebäude ist ein zweigeschossiger, vierachsiger Bruchsteinbau mit Eckquaderung und abschließendem Hohlkehlergesims. Das verputzte Haus wurde im 19. Jahrhundert umgebaut. Es steht unter Denkmalschutz.

## Richter
Folgende Richter wirkten am Gericht:
- Justizbeamter Karl Philipp Wagner (1821–1836)
- Justizbeamter Johannes Weiffenbach (1837–1843)
- Justizbeamter Eduard Heinrich August Fleischhut (1844–1849)
- Justizbeamter Johann Christian Kleinhans (1849–1866)
- Justizbeamter Gerhard Heeger (1867–1874) (ab 1867: Amtsrichter)
- Amtsrichter Rudolf Köhler (1874–1881) (ab 1879: Amtsgerichtsrat)
- Amtsrichter Bruno Winkler (1881–1889)
- Amtsrichter Gieberich (1889–1894)
- Amtsrichter Prausnitz (1894–1899)
- Amtsrichter Horst (1900–1908)
- Amtsrichter Sunkel (1908–1925) (ab 1917: Amtsgerichtsrat)
- Amtsgerichtsrat Hans Natorp (1925–1931)
- Amtsgerichtsrat Heinrich Happel (1831–1839)
- Amtsrichter Johannes Hochapfel wurde 1939 ernannt, hat das Amt aber nie angetreten, da er zum Kriegsdienst eingezogen wurde